# Novák Ferenc (építész)
Novák Ferenc (Tábor, Csehország, 1848 körül – Budapest, 1903. január 25.) cseh származású magyar építész és építőmester.

## Élete
Életéről kevés adat ismert. Szülei Novák János és Suchomel Anna, felesége Ratzenbeck Anna. Ausztriából került Magyarországra. A 19. század végén épített különböző, historizáló stílusú épületeket – korabeli becslések szerint 100-nál többet – Budapest területén. Nem csak kivitelezőként (korabeli szóhasználattal építőmester) működött, hanem voltak saját tervezésű házai is. A főváros egyik legkeresettebb építészének számított. Érdekes terve volt a Gellért-hegyre felvezető siklóvasút, amely végül nem valósulhatott meg. Más elképzelési is voltak a Gellért-hegy átalakításával kapcsolatban Palóczi Antallal közösen.
1903-ban, alig 55 éves korában hunyt el tüdőgyulladásban hosszas szenvedés után. Így emlékezett meg róla az Építő Ipar című folyóirat halálakor:
„Bár idegen országból származott hozzánk, kivívta magának munkásságával a közbecsülést. Egyéniségének kedvességével és becsületes, minden jó és szép iránt fogékony törekvéseivel igen-igen sok barátot szerzett magának évtizedeken át folyó működése közben. Mint végzett technikus a volt Tiszavidéki vasútnál kezdte meg pályáját s folytatta a Sugár-úti építőtársaságnál, mígnem a 80-as évek elejével magát önállósította. Számos lakó- és bérházat épített Budapesten, amelyekkel mindenütt elismerést aratott. Buzgólkodott abban, hogy a Gellérthegyet siklóval tegye hozzáférhetővé a közönségnek. Erre vonatkozó tervét az »Építő Ipar« 1898. évfolyamában közöltük is. Hogy nem létesült, annak nagy részben adminisztrációnk lassúsága volt az oka. Igen korán érte a halál őt, aki szeretett dolgozni és nemesen érző szívvel a jótékonyságot gyakorolni. Legyen áldott az emléke.”

## Ismert épületei
- 1888–1890: Spitz-bérház, Budapest, Teréz körút 39.[9]
- 1892: Haris-féle üzletház, Szentes, Kossuth tér 5.[10]
- 1894–1895: Ehrenfeld-bérház, Budapest, Erzsébet körút 25-27. (Schmahl Henrikkel közös munka)[11]
- 1894–1895: bérház, Budapest, József körút 14.[12]
- 1895: Vasady–Hay-bérház, Budapest, Podmaniczky u. 43.[13]
- 1896: Szontag-bérház, Budapest, Teréz körút 37.[14]
- 1896: Emich-bérház, Budapest, Horánszky utca 16.[15]
- ?: bérház, Budapest, Benczúr utca 5.

### Egyéb tervek
- 1891: Gőzsikló alsó és felső állomásépülettel a Gellért-hegyre, Budapest (Miller Vince Edével közös munka)[7]

## Képtár

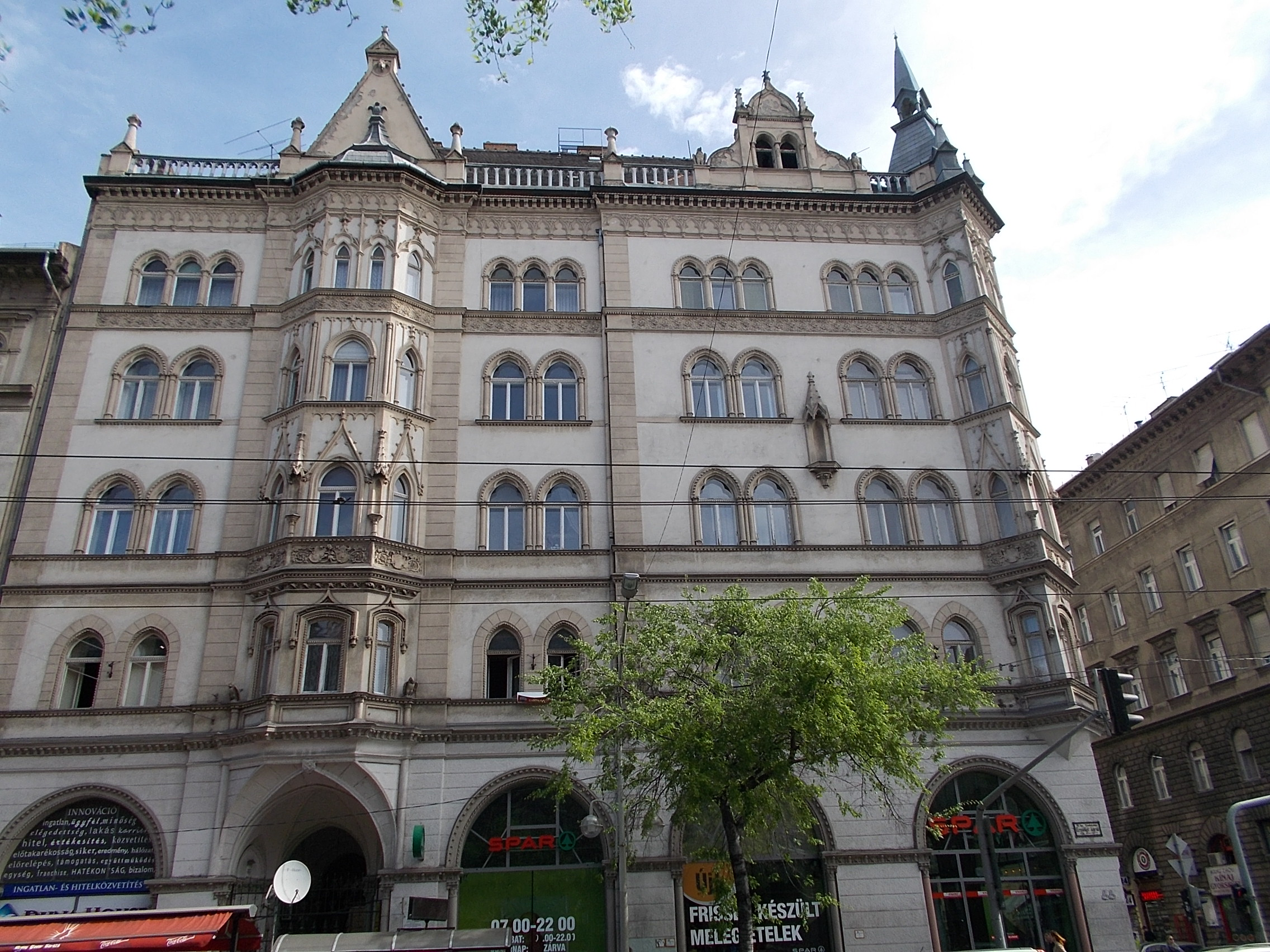
Erzsébet körút 25-27.
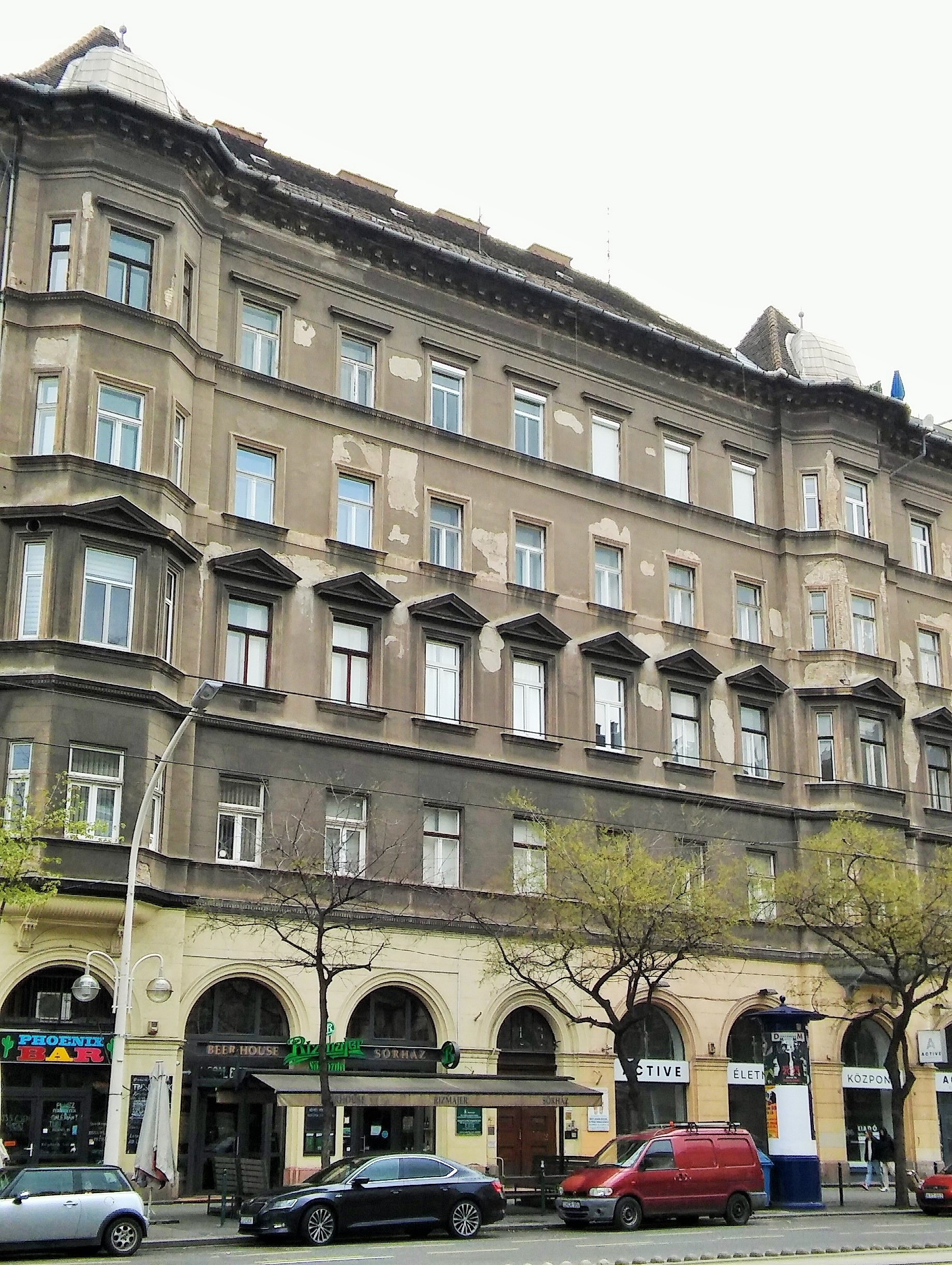
József körút 14.
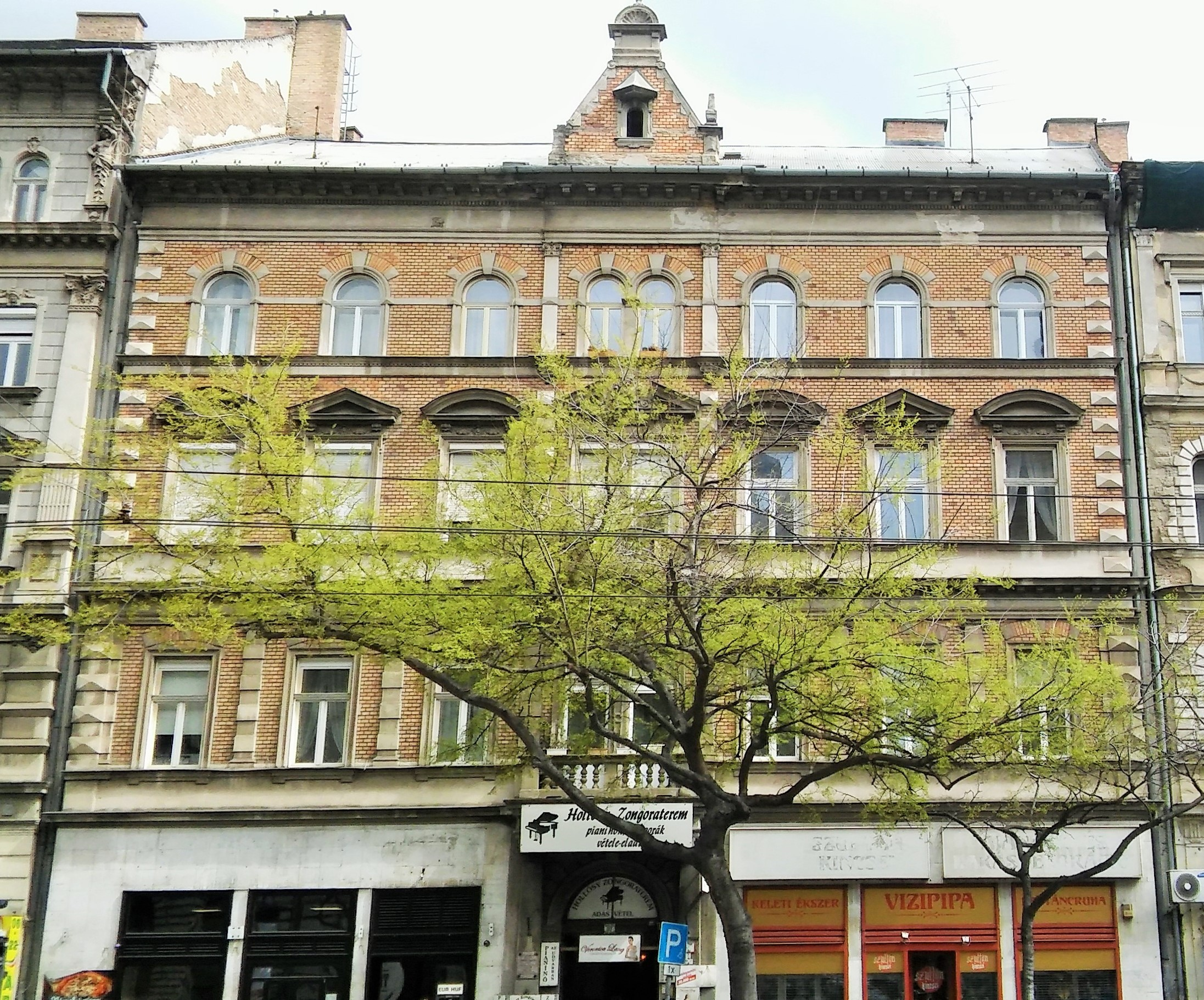
Teréz körút 37.
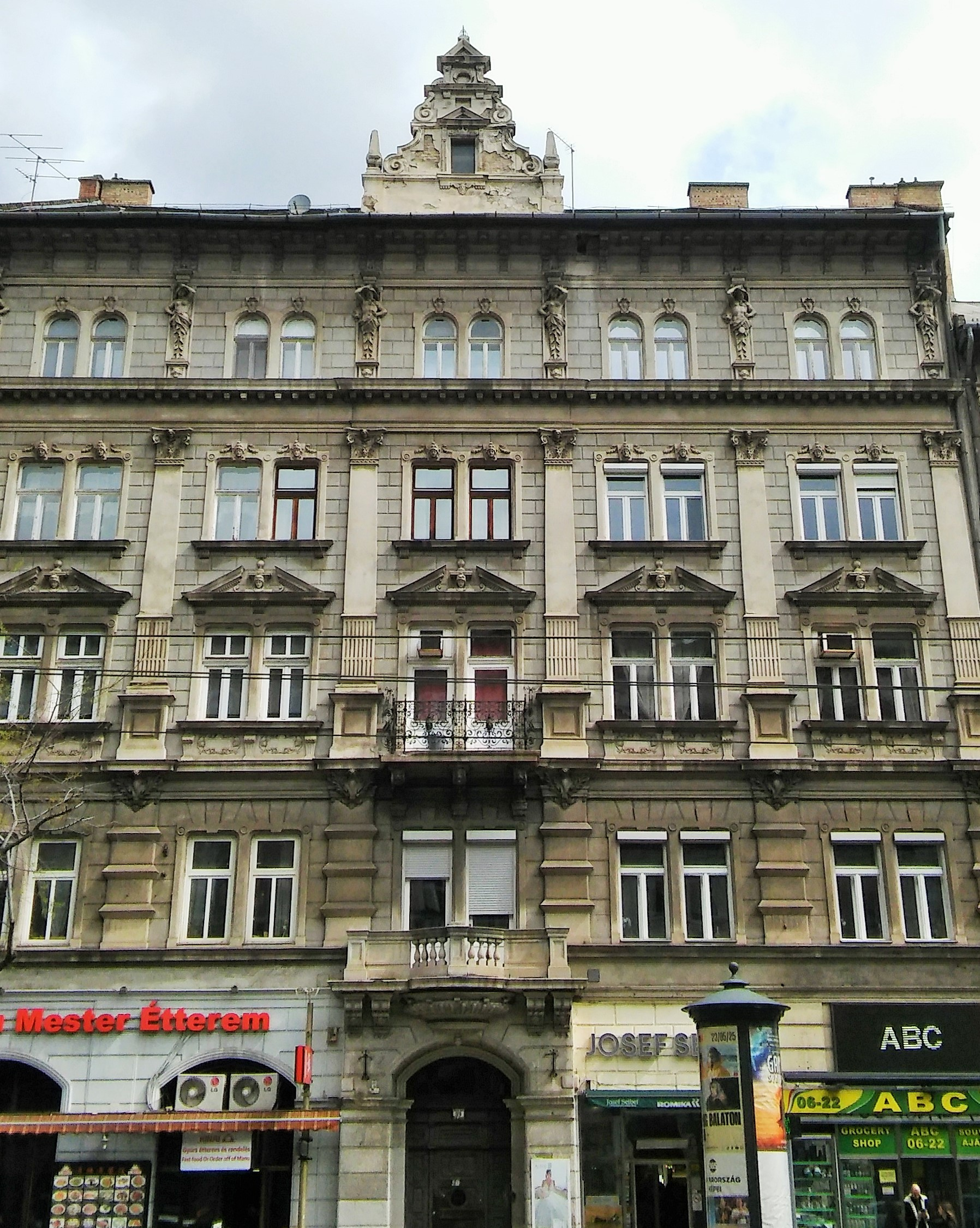
Teréz körút 39.